# Linia kolejowa nr 785
Linia kolejowa nr 785 – niezelektryfikowana, jednotorowa linia kolejowa łącząca przejście graniczne w okolicach Krzewiny Zgorzeleckiej z przejściem granicznym w okolicach Trzcińca Zgorzeleckiego.
Linia stanowi fragment korytarza transportowego Görlitz – Zittau tzw. Neißetalbahn oraz przebiega w bezpośrednim sąsiedztwie Nysy Łużyckiej. Linia wchodzi w skład linii kolejowej nr 6589 Zittau – Hagenwerder, odcinek Rosenthal Staatsgrenze 1 – Rosenthal Staatsgrenze 2.